# Катерина Мцітурідзе
Катерина Акакіївна Мцітурідзе (груз. ეკატერინე მწითურიძე; нар.. 10 січня 1972, Тбілісі, Грузинська РСР) — російська телеведуча, кінознавець і кінокритик, колишній головний редактор журналу «Variety Russia», глава Роскіно (у 2011—2020 рр.), кіноексперт Першого каналу, автор концепції і генеральний продюсер СПММФ (Санкт-Петербурзький міжнародний медіа-форум).
Член Союзу кінематографістів РФ, член Спілки журналістів Росії і Міжнародного союзу журналістів, член міжнародної Асоціації кінопреси ФІПРЕССІ, академік Національної Академії кінематографічних мистецтв і наук Росії, магістр історичних наук.

## Біографія
Народилася 10 січня 1972 року в місті Тбілісі (Грузинська РСР, СРСР).
У 1994 році закінчила історичний і кінознавчий факультети Тбіліського державного університету ім. Івана Джавахішвілі. Диплом, який Катерина захищала на історичному факультеті, був присвячений італійським місіонерам XVII століття (її спеціальність — медієвістика), на кінознавчому — творчості Отара Іоселіані. За дипломну роботу на історичному факультеті Катерина отримала ступінь магістра історичних наук.

## Творчість
В активі Катерини — дипломи Каннського і Венеціанського міжнародних кінофестивалів, AFM в Лос-Анджелесі.
- У 1991—1994 роках працювала в Грузії — журналі «Сінема», газеті «Новинки екрану» і на другому каналі грузинського телебачення.
- З 1994 року живе в Москві.
- У 1995 році — помічник президента XIX Московського міжнародного кінофестивалю кінорежисера С. Соловйова.
- З 1996 року веде авторську рубрику про кіно («Це кіно») в ранковій програмі Першого каналу.
- Червень 2001 року — член журі FIPRESCI 23-го Московського міжнародного кінофестивалю.
- Травень 2002 року — член журі FIPRESCI 55-го Каннського Міжнародного кінофестивалю.
- Червень 2003 року — член журі дебютних фільмів 25-го Московського міжнародного кінофестивалю.
- Травень 2008 року — член журі «Особливий погляд» 61-го Каннського міжнародного кінофестивалю.
- Травень 2008 (по сьогоднішній день) — засновник і директор російського павільйону на Каннському міжнародному кінофестивалі.
- Вересень 2010 — січень 2011 рр .. — веде північноамериканську PR та рекламної кампанії фільму «Край» (реж. О. Ю. Учитель). Фільм отримав номінацію на премію Іноземної преси Голлівуду HFPA — «Золотий глобус».
- З 26 квітня 2011 року — генеральний директор ВАТ «РОСКІНО» (Совекспортфільм).
- Вересень 2011 р. — веде міжнародну PR та рекламну кампанії фільму «Фауст» (реж. О. М. Сокуров). Фільм отримує головний приз — Золотого лева Св. Марка Венеціанського міжнародного кінофестивалю.
- Червень 2012 р. — проводить у межах 34-го Московського міжнародного кінофестивалю Перший міжнародний пересувний кіноринок російського контенту «DOORS».
- Листопад 2012 р. — укладає договір з найбільшим інтернет-порталом США — HULU про дистрибуції 12 нових російських фільмів.
- Травень 2014 р. — укладає договір з HULU про дистрибуції російських телесеріалів каналу СТС.
- Жовтень 2014 — генеральний продюсер Санкт-Петербурзького міжнародного медіа-форуму[6].
- У 2015 році стала членом журі 1-го Московського єврейського кінофестивалю,[7] а в 2016 році — 2-го Московського єврейського кінофестивалю[8]

У жовтні 2017 року Катерина Мцітурідзе докладно розповіла пресі про те, що двічі, у 2003 році на Берлінському кінофестивалі і в 2004 році на Венеціанському кінофестивалі, зазнала сексуальних домагань з боку голлівудського продюсера Гарві Вайнштайна.
У грудні 2019 року міністр культури Росії Володимир Мединський повідомив про те, що Катерина Мцітурідзе скоро покине пост керівника Роскіно. Відставка сталася в лютому 2020 року.